# Чесноков Дмитро Юрійович
Дмитро Юрійович Чесников (рос. Дмитрий Юрьевич Чесноков; нар. 3 березня 1969) — радянський та російський футболіст, захисник та нападник.

## Життєпис
Майже всю кар'єру провів у клубах нижчих ліг Росії та України — «Чайка» Севастополь (1990, 1991-1993), «Торпедо» Таганрог (1990, 1995), «Башсільмаш» Нефтекамськ (1991), «Заводчанин» Саратов (1995-1996), «Салют-ЮКОС» Бєлгород (1997), «Кремінь» Кременчук (1997-1999), «Газовик» Оренбург (2000), «КАМАЗ-Чалли» Набережні Челни (2000), «Хопер» Балашов (2001), «Зеніт» Пенза (2002), «Металург-Метизник» Магнітогорськ (2003), «Торпедо» Волзький (2003), «Сокіл» Саратов (2004).
У 1999 році зіграв 13 матчів у вищій лізі Казахстану за «AES Єлимай».
У 2007-2010 роках — адміністратор у саратовському «Соколі», у 2011-2013 роках — начальник команди.